# Histiotus montanus
El murciélago orejudo menor o murciélago orejudo chico (Histiotus montanus) corresponde a un quiróptero Sudamericano
insectívoro de hábitos nocturnos.

## Descripción
Tiene grandes orejas que llegan hasta la comisura labial. Su pelaje es de color gris a café oscuro. Posee una longitud de 11 cm y una envergadura alar de unos 29 cm (un poco menor al murciélago orejudo grande). La cola se encuentra incluida totalmente en el uropatagio.

## Distribución y hábitat
Se encuentra en Brasil, Chile (desde la III Región de Atacama a la Isla Grande de Tierra del Fuego), Colombia, Ecuador, Perú, Bolivia, Uruguay y Venezuela.
Suele habitar en zonas boscosas, construcciones y minas.